# Esakiopteryx volitans
Esakiopteryx volitans är en fjärilsart som beskrevs av Butler 1878. Esakiopteryx volitans ingår i släktet Esakiopteryx och familjen mätare. Inga underarter finns listade i Catalogue of Life.